# Betula murrayana
Betula murrayana là một loài thực vật có hoa trong họ Betulaceae. Loài này được B.V.Barnes & Dancik mô tả khoa học đầu tiên năm 1985.